# 12 Pułk Grenadierów (Imperium Rosyjskie)
12 pułk grenadierów (ros. 112-й гренадерский Астраханский Императора Александра ныне Его Величества полк) – pułk piechoty okresu Imperium Rosyjskiego.

## Charakterystyka
Sformowany w 1700. Stacjonował między innymi w Moskwie.

 W przededniu I wojny światowej pułk etatowo posiadał cztery bataliony po cztery kompanie oraz kompanię tyłową. Kompania piechoty czasu wojny liczyła około 240 żołnierzy i 4–5 oficerów. Na szczeblu pułku występował także pododdział karabinów maszynowych (8 km), łączności (w tym 14 konnych gońców i 21 telefonistów) i zwiadowczy (64 zwiadowców, w tym 4 kolarzy). W sumie pułk liczył około 4000 żołnierzy.
Rozformowany w 1918.

## Podporządkowanie
Lipiec 1914:
- Korpus Grenadierów – Moskwa
  - 3 Dywizja Grenadierów – Moskwa
    - 2 Brygada Grenadierów 
      - 12 pułk grenadierów – Moskwa.